# Kromme bosbeskokermot
De kromme bosbeskokermot (Coleophora vitisella) is een vlinder uit de familie kokermotten (Coleophoridae). De wetenschappelijke naam is voor het eerst geldig gepubliceerd in 1856 door Gregson.
De soort komt voor in Europa.